# ریچارد پوکاک
ریچارد پوکاک (به انگلیسی: Richard Pococke) اسقف اعظم و انسان‌شناس انگلیسی (۱۹ نوامبر ۱۷۰۴–۲۵ سپتامبر ۱۷۶۵) بود. او اسقف پروتستان اوسوری (۱۷۵۶–۱۷۶۵) و میث (۱۷۶۵) بود که هر دو جزئی از قلمرو اسقف‌نشین ایرلند محسوب می‌شدند. با این وجود بیشتر معروفیت او به خاطر سفرنامه‌ها و یادداشت‌هایی است که از گردش خود به نقاط مختلف دنیا به نگارش درآورده است.